# Daniel Steiner (Eishockeyspieler)
Daniel Steiner (* 8. September 1980 in Bern) ist ein ehemaliger Schweizer Eishockeyspieler und derzeitiger ‑trainer, der im Verlauf seiner aktiven Karriere zwischen 1998 und 2017 unter anderem 778 Spiele für die SCL Tigers, ZSC Lions, Rapperswil-Jona Lakers, den HC Lugano, HC Ambrì-Piotta, EHC Biel und Fribourg-Gottéron in der Schweizer Nationalliga A (NLA) auf der Position des rechten Flügelstürmers bestritten hat. Seit Sommer 2022 ist Steiner als Cheftrainer beim EHC Thun aus der MyHockey League angestellt.

## Karriere
Daniel Steiner begann seine Eishockeykarriere beim EHC Burgdorf aus dem Emmental, wo er die Nachwuchsausbildung absolvierte. Anschliessend wechselte er im Juniorenalter zum SC Bern. Parallel dazu spielte er für den 1.-Liga-Klub EHC Rot-Blau Bern-Bümpliz.

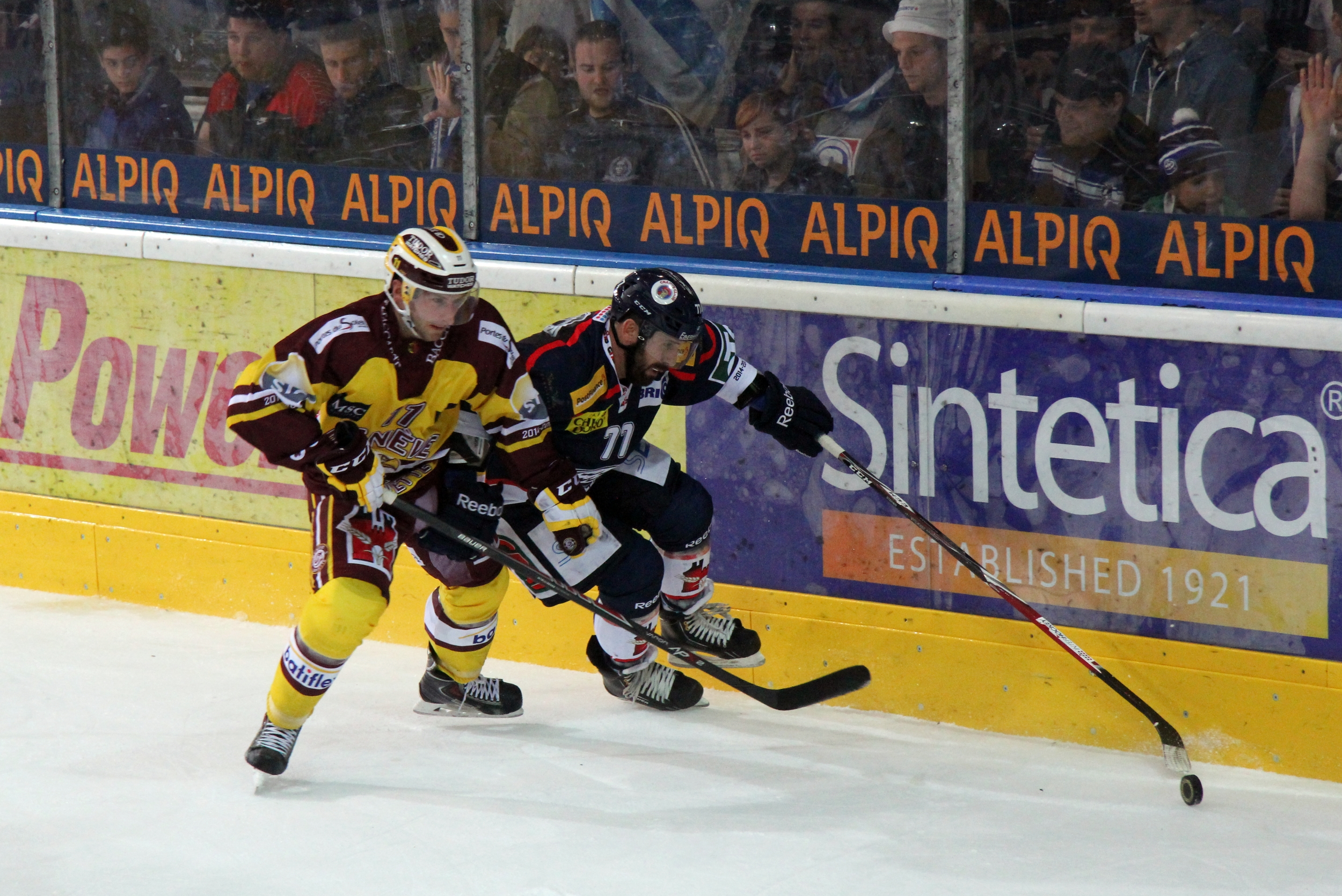
Steiner (rechts) im Trikot des HC Ambrì-Piotta (2014)

Auf die Saison 1999/2000 hin wechselte er zum SC Langnau, wo er seine erste Saison in der Schweizer Nationalliga A (NLA) absolvierte. Es folgten noch fünf weitere Spielzeiten bei diesem Verein, bevor er auf die Spielzeit 2005/06 hin zu den ZSC Lions wechselte. Am 18. März 2006 erlitt er beim Playout-Spiel gegen den Genève-Servette HC eine schwere Hirnerschütterung und musste deshalb verletzungsbedingt fast ein Jahr pausieren. Während der Saison 2007/08 war der Flügelstürmer bei den Rapperswil-Jona Lakers unter Vertrag. Danach kehrte er ins Emmental zu den SCL Tigers zurück.
Im September 2009 unterschrieb Steiner einen Probevertrag bei den Columbus Blue Jackets aus der National Hockey League (NHL) und nahm an deren Saisonvorbereitung teil. Doch weder bei den Blue Jackets noch bei deren Farmteam Syracuse Crunch in der American Hockey League (AHL) konnte er sich durchsetzen. So wechselte er in die ECHL zu den Reading Royals. Mit vielen Scorerpunkten und guten Leistungen konnte er sich in der AHL einen Vertrag bei den Rochester Americans erkämpfen, nachdem er zuvor schon eine Probepartie bei deren Ligakonkurrenten Adirondack Phantoms absolviert hatte.
Zur Saison 2010/11 kehrte Steiner zu den SCL Tigers zurück und unterzeichnete einen Vertrag für zwei Monate. Im Januar 2011 einigte er sich mit dem HC Lugano auf einen Zweijahresvertrag, der ab der Spielzeit 2011/12 galt. Zwei Jahre später wechselte er innerhalb der Liga zum HC Ambrì-Piotta, bei dem er ebenfalls einen Vertrag über zwei Jahre Laufzeit erhielt. In der Saison 2015/16 stand der Angreifer beim EHC Biel unter Vertrag. Im Sommer 2016 bestritt er ein Try-out beim EHC Olten, konnte sich aber nicht mit dem Verein auf einen Vertrag einigen. Im Dezember 2017 beendete Steiner seine aktive Karriere, nachdem er zuletzt für den HC Thurgau aktiv gewesen war.
Zur Saison 2022/23 wurde Steiner zum Cheftrainer des EHC Thun aus der MyHockey League ernannt.

### International
Steiner absolvierte für die Schweizer Nationalmannschaft zwischen 2003 und 2012 insgesamt 31 Länderspiele und absolvierte dabei den Deutschland Cup 2005.

## Karrierestatistik
(Legende zur Spielerstatistik: Sp oder GP = absolvierte Spiele; T oder G = erzielte Tore; V oder A = erzielte Assists; Pkt oder Pts = erzielte Scorerpunkte; SM oder PIM = erhaltene Strafminuten; +/− = Plus/Minus-Bilanz; PP = erzielte Überzahltore; SH = erzielte Unterzahltore; GW = erzielte Siegtore; 1 Play-downs/Relegation; Kursiv: Statistik nicht vollständig)